# Folke Isaksson
Nils Otto Folke Isaksson, född 9 oktober 1927 i Nederkalix församling, död 25 maj 2013 i Vaxholm, var en svensk författare, översättare, debattör och litteraturkritiker.

## Biografi
Isaksson, vars far var predikant i Evangeliska Fosterlandsstiftelsen (EFS), var äldre bror till Olov Isaksson och växte upp i Kalix och i Gammelstad i Luleå. Efter studentexamen i Luleå 1947 och oavslutade akademiska studier i Uppsala var Isaksson kulturskribent på Expressen åren 1949–1951, i Morgon-Tidningen 1951–1958 och i Dagens Nyheter 1959–1975. Han var ledamot av statens filmgranskningsråd 1960–1967, Radionämnden 1967–1970, vice ordförande i Svenska Pennklubben 1987–1989 och tillhörde Norrbottensakademien sedan 1988.  
Isaksson var hedersdoktor vid Luleå tekniska universitet. Han har även gjort diktarporträtt för TV i programmen Poesivandringar med Christian Stannow. Som översättare har han bland annat översatt W.H. Auden och William Blake.
Isaksson debuterade 1951 med Vinterresa och framstod till en början som en romantisk lyriker. Men med Terra magica (1963) skedde en omorientering med politiska inslag. Under många år ägnade han sig sedan helt åt politiskt skrivande.
Först 1981 återkom han som poet med Tecken och under och gav därefter ut ett flertal diktsamlingar. Stenmästaren från 2003, som är en skildring av de medeltida gotländska stenmästarna, blev nominerad till Augustpriset.

### Lyrik
- Vinterresa : [dikter]. Stockholm: Bonnier. 1951. Libris 1480460. https://litteraturbanken.se/f%C3%B6rfattare/IsakssonF/titlar/Vinterresa/sida/3/etext?om-boken
- Det gröna året : [dikter]. Stockholm: Bonnier. 1954. Libris 1220590. https://litteraturbanken.se/f%C3%B6rfattare/IsakssonF/titlar/DetGr%C3%B6na%C3%85ret/sida/3/etext?om-boken
- Blått och svart : dikter. Stockholm: Bonnier. 1957. Libris 1866784. https://litteraturbanken.se/f%C3%B6rfattare/IsakssonF/titlar/Bl%C3%A5ttOchSvart/sida/5/etext?om-boken
- Teckenspråk : dikter. Stockholm: Bonnier. 1959. Libris 1220591. https://litteraturbanken.se/f%C3%B6rfattare/IsakssonF/titlar/Teckenspr%C3%A5k/sida/3/etext?om-boken
- Dikter från ett årtionde. Den nya lyriken. Stockholm: Bonnier. 1962. Libris 8073199
- Terra magica : dikter. Stockholm: Bonnier. 1963. Libris 1275241. https://litteraturbanken.se/f%C3%B6rfattare/IsakssonF/titlar/TerraMagica/sida/3/etext?om-boken
- Dikter. Stockholm: Författarcentrum. 1969. Libris 10462899
- Tecken och under : dikter. Stockholm: Bonnier. 1981. Libris 7146513. ISBN 9100453900. https://litteraturbanken.se/f%C3%B6rfattare/IsakssonF/titlar/TeckenOchUnder/sida/3/etext?om-boken
- Från mörker till ljus : en diktsvit till altarskåpet i Nederluleå kyrka / färgfoto: Bertil Nyström ; efterskrift: Kjell Lundholm. Luleå: Norrbottens mus. i samarbete med Skrivarförl./Norrbottens bildningsförb. 1985. Libris 7748066. ISBN 9185336408. https://litteraturbanken.se/f%C3%B6rfattare/IsakssonF/titlar/Fr%C3%A5nM%C3%B6rkerTillLjus/sida/1/etext?om-boken
- Skiftningar i en väv : prosadikter 1. Stockholm: Bonnier. 1985. Libris 7147085. ISBN 9100466255. https://litteraturbanken.se/f%C3%B6rfattare/IsakssonF/titlar/SkiftningarIEnV%C3%A4v/sida/3/etext?om-boken
- Vingslag : dikter. Stockholm: Bonnier. 1986. Libris 7147310. ISBN 9100470635. https://litteraturbanken.se/f%C3%B6rfattare/IsakssonF/titlar/Vingslag/sida/3/etext?om-boken
- Ombord på Skymningsexpressen : prosadikter II. Stockholm: Bonnier. 1988. Libris 7147705. ISBN 9100476323. https://litteraturbanken.se/f%C3%B6rfattare/IsakssonF/titlar/Skymningsexpressen/sida/3/etext?om-boken
- Vindens hand : dikter från åren 1951-86. FIB:s lyrikklubbs bibliotek, 0425-5232 ; 249. Stockholm: FIB :s lyrikklubb. 1988. Libris 7421549. ISBN 9155034144
- Hos mormor : dikter. Stockholm: Bonnier. 1993. Libris 7149111. ISBN 9100557366. https://litteraturbanken.se/f%C3%B6rfattare/IsakssonF/titlar/HosMormor/sida/3/etext?om-boken
- (på italienska) Poesie. Il Libro di Pietra. Frosinone: Edizioni Bibò. 1994. Libris 1892738 Ur samlingarna: Skiftningar i en väv; Ombord på skymningsexpressen; Vindens hand; Hos mormor. - Parallelltext på italienska och svenska.
- Eldflugorna : dikter. Stockholm: Bonnier. 1998. Libris 7149734. ISBN 9100564966. https://litteraturbanken.se/f%C3%B6rfattare/IsakssonF/titlar/Eldflugorna/sida/3/etext?om-boken
- Stenmästaren : dikter. Stockholm: Bonnier. 2003. Libris 8871477. ISBN 91-0-010013-7. https://litteraturbanken.se/f%C3%B6rfattare/IsakssonF/titlar/Stenm%C3%A4staren/sida/3/etext?om-boken
- Osäkra glimtar av ett oförklarligt ljus : dikter på prosa. Stockholm: Bonnier. 2005. Libris 9863971. ISBN 9100107859. https://litteraturbanken.se/f%C3%B6rfattare/IsakssonF/titlar/Os%C3%A4kraGlimtar/sida/3/etext?om-boken

### Prosa
- Irrfärder : [roman]. Stockholm: Bonnier. 1953. Libris 31114. https://litteraturbanken.se/f%C3%B6rfattare/IsakssonF/titlar/Irrf%C3%A4rder/sida/3/etext?om-boken
- Älven / bild: Lars Bergström. Stockholm: Bonnier. 1961. Libris 1275243
- Warszawa / bild av Lütfi Özkök. Stockholm: Bonnier. 1964. Libris 832725
- Dubbelliv : [essäer]. Stockholm: Bonnier. 1968. Libris 12135. https://litteraturbanken.se/f%C3%B6rfattare/IsakssonF/titlar/Dubbelliv/sida/3/etext?om-boken _ Självbiografisk.
- Politik och film. En PAN-bok, 99-0104304-2. Stockholm: PAN/Norstedt. 1968. Libris 715420 - Tillsammans med Leif Furhammar.
  - [Ny, reviderad och utökad upplaga] . En PAN-bok, 99-0104304-2. Stockholm: Pan/Norstedts. 1971. Libris 11008
  -  (på engelska) Politics and film. London: Studio Vista. 1971. Libris 4760124. ISBN 0-289-79813-2
  -  (på portugisiska) Cinema e politica. Sao Paulo: Paz e terra. 1976. Libris 10097641
  -  (på tyska) Politik und Film. Ravensburg: Otto Maier. 1975. Libris 5293986. ISBN 3-473-61408-4
- Har Indien en chans?. Stockholm: Rabén & Sjögren. 1969. Libris 299345 - Tillsammans med Stig T. Karlsson.
- Dom svarta : en bok om gjuteriarbetare i Sverige / bild: Jean Hermanson. Stockholm: Bonnier. 1970. Libris 1316216
- Nere på verkstadsgolvet : en bok om metallarbetare / Jean Hermanson, bild. Stockholm: Bonnier. 1971. Libris 8336
  -  (på finska) Teräskourat : kirja Ruotsin metallityöläisistä. Kurki-kirja. Helsinki: Tammi. 1972. Libris 12194962. ISBN 951-30-2266-8
- En revolution en vår : Pariskommunen 1871. Stockholm: Sveriges radio. 1971. Libris 7409440. ISBN 9152212645
- 72 dagar i Paris : Pariskommunen 1871. Stockholm: PAN/Norstedt. 1971. Libris 485713
- "Man är inte gammal förrän man är död" / [Glynne Kihlberg, metallarbetare i Göteborg, samtalar med Folke Isaksson]. Samtal, 99-1967582-2 ; 1. Stockholm: Kulturfront. 1973. Libris 7590988. ISBN 9170210438
- Den 20:e civilisationen. Stockholm: RFSU. 1973. Libris 7746166. ISBN 91-85188-00-X - Tillsammans med Leif Zetterling.
- Bilder från norra Vietnam / bild: Jean Hermanson. Aktuell fotolitteratur, 99-0130254-4 ; 5. Helsingborg: Fyra förläggare. 1975. Libris 7746966. ISBN 9185246069
- Människor i Nordvietnam. Lättläst, 99-0109264-7. Stockholm: Gidlund. 1975. Libris 7591043. ISBN 91-7021-108-6 - Tillsammans med Jean Hermanson.
  -  (på danska) Mennesker i det nordlige Vietnam. Læs nemt, læs godt. København: Hans Reitzel. 1978. Libris 7347037. ISBN 8741235045
- Solidaritet med Tjeckoslovakiens folk : [åtta år efter ockupationen] (1. uppl). Stockholm: Oktoberförl. 1976. Libris 7627347. ISBN 9172420804 _ Tillsammans med Jan Myrdal och Lars Gustafsson.
- Hemma i Kina. Stockholm: LT. 1980. Libris 7252434. ISBN 9136015288 - Tillsammans med Stig T. Karlsson.
- Gnistor under himlavalvet : tjugofem kapitel om poesi. FIB:s lyrikklubbs bibliotek, 0425-5232 ; 228 FIB:s lyrikklubbs årsbok, 0348-0534 ; 1983. Stockholm: Tiden. 1982. Libris 7421092. ISBN 9155027989. https://litteraturbanken.se/f%C3%B6rfattare/IsakssonF/titlar/GnistorUnderHimlavalvet/sida/7/faksimil?om-boken
- Den ringlande drakens dal : hemma hos bonden Li i Kina / foto: Stig T Karlsson. Lättläst, 99-0109264-7. Stockholm: LT. 1983. Libris 7252735. ISBN 913601916X
- För Sverige i framtiden : Folke Isaksson ser på Umeå. [S.l.]. 1985. Libris 593991
- Seychellerna : exotiskt paradis och radikalt samhällsexperiment. SVS skriftserie, 0283-0337 ; 3. Stockholm: Svensk volontärsamverkan. 1987. Libris 7792887. ISBN 9197092606 - Tillsammans med Anders Petersen.
- "De fjärran ländernas närhet" : resor och uppehåll 1949-89. Stockholm: Bonnier. 1990. Libris 7148008. ISBN 9100479888
- Gammelstad : kyrkan mitt i byn  : utställningstexterna med inledning. Stockholm: Riksutställningar i samarbete med Riksantikvarieämbetet, Historiska museet, Nordiska museet, Norrbottens museum, Luleå kommunmuseum. 1992. Libris 7596907. ISBN 91-7057-005-1
- Gammelstad : kyrkby vid Lule älv / Olov och Folke Isaksson ; Sören Hallgren, foto ; [översättningar: Rodney Bradbury ...].. Stockholm: Bonnier i samarbete med Norrbottens museum. 1992. Libris 7148772. ISBN 9100553158
- Rökstenens gåta. Stockholm: Riksantikvarieämbetet. 1992. Libris t4tfrzfgrlk8kvn3. http://urn.kb.se/resolve?urn=urn:nbn:se:raa:diva-5494
- Stenarna väntar på sin födelse : samtal 1970-94. Stockholm: Ordfront. 1994. Libris 7634378. ISBN 9173244570 - Tillsammans med Glynne Kihlberg.
- Historien om Bishop Hill / Olov Isaksson ; under medverkan av Britt Isaksson och Folke Isaksson ; foto: Sören Hallgren.. Stockholm: LT. 1995. Libris 7253613. ISBN 9136032603
- Daggdroppen och världen : en bok om Satyajit Ray. Filmkonst, 1100-7362 ; 49. Göteborg: Filmkonst. 1997. Libris 7770206. ISBN 9188282252 - Tillsammans med Stig T. Karlsson.
- Folke resebrev : resebrev 1948-1997 / sammanställning, urval och kommentarer Olov Isaksson. Stockholm: Global reporting. 1997. Libris 7765617. ISBN 91-87614-08-1
- Ljuva ögonblick - stunder av allvar : fotografier från ett sekel / bildurval och redigering: Tommy Arvidson och Birgit Brånvall ; text: Folke Isaksson och Anette Rosengren. Stockholm: Nordiska museet. 1998. Libris 7603834. ISBN 9171084401

### Redaktör
- 1955 – 50-talslyrik: ett urval (tillsammans med Bengt Holmqvist)
- 1960 – 50-talslyrik (nytt urval av Folke Isaksson och Göran Palm)
- 1971 – Pariskommunen: den första socialistiska revolutionen (PAN/Norstedt)
- 1972 – Carl Jonas Love Almqvist: Armodets son: dikter från landsflykten (FIB:s lyrikklubb)
- 1972 – Carl Jonas Love Almqvist: "Det går en åska genom tidevarvet": pamfletter och polemik (PAN/Norstedt)
- 1976 – Erik Johan Stagnelius: Hur jag plågas, hur jag brinner!: dikter om vällust och smärta (FIB:s lyrikklubb)

### Översättningar
- 1957 – Wallace Stevens: Dikter
- 1957 – William Blake: Dikter och profetior (FIB:s lyrikklubb)
- 1986 – László Nagy: Den gröna ängeln: dikter (översatt tillsammans med Béla Jávorszky)
- 1988 – William Blake: Äktenskapet mellan himmel och helvete (The marriage of heaven and hell) (Epokhe)
- 1990 – Sándor Csoóri: Med en grön kvist i min hand: dikter (tolkningar av Folke Isaksson och Béla Jávorszky under medverkan av János Csatlós)

## Priser och utmärkelser
- 1952 – Albert Bonniers stipendiefond för yngre och nyare författare
- 1954 – Svenska Dagbladets litteraturpris
- 1955 – Boklotteriets stipendiat
- 1959 – Boklotteriets stipendiat
- 1962 – Boklotteriets stipendiat
- 1963 – Östersunds-Postens litteraturpris
- 1967 – Tidningen Vi:s litteraturpris
- 1982 – Carl Emil Englund-priset för Tecken och under
- 1984 – Stipendium ur Lena Vendelfelts minnesfond
- 1989 – Bellmanpriset
- 1994 – Ferlinpriset
- 2003 – Gun och Olof Engqvists stipendium
- 2004 – Karl Vennbergs pris
- 2007 – Erik Lindegren-priset